# Montenegro Airlines

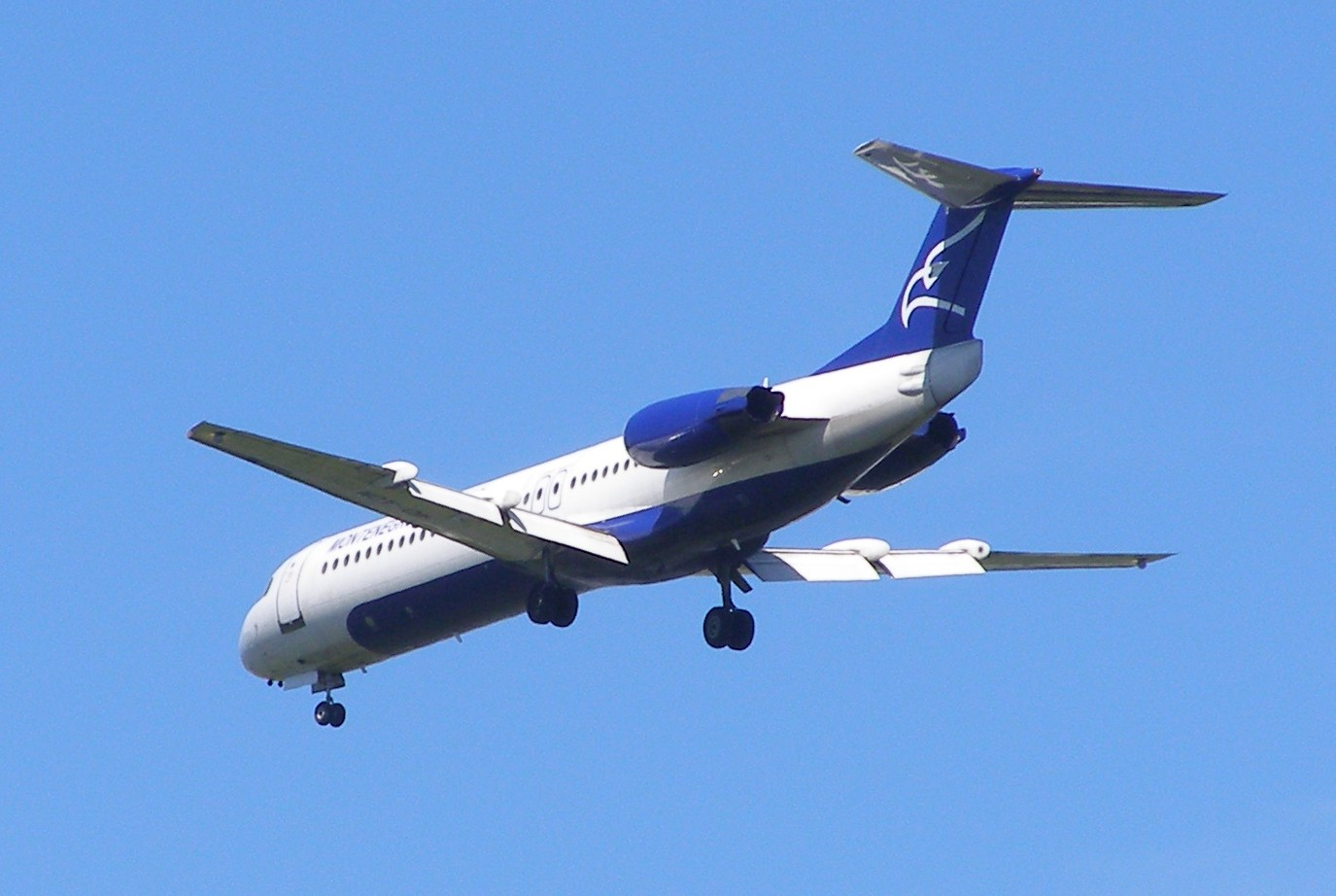
Flygplan från Montenegro Airlines.

Montenegro Airlines är Montenegros nationella flygbolag Det grundades 1994.

## Destinationer

### Inrikes
- Podgoricas flygplats
- Tivat flygplats

### Utrikes

#### Danmark
- Kastrups flygplats

#### Frankrike
- Paris-Charles de Gaulle flygplats

#### Italien
- Milano-Malpensa flygplats
- Rom-Fiumicinos flygplats

#### Kroatien
- Franjo Tuđmans flygplats

#### Nordmakedonien
- Skopjes internationella flygplats

#### Ryssland
- Domodedovos internationella flygplats
- Pulkovos internationella flygplats

#### Schweiz
- Zürichs internationella flygplats

#### Serbien
- Belgrad-Nikola Teslas flygplats
- Niš flygplats Konstantin den store
- Pristinas internationella flygplats

#### Slovenien
- Ljubljana Jože Pučnik flygplats

#### Storbritannien
- Gatwick flygplats

#### Tyskland
- Düsseldorfs flygplats
- Frankfurt Mains flygplats

#### Österrike
- Wien-Schwechats internationella flygplats